# 苏联医学科学院
苏联医学科学院（俄语：Акаде́мия медици́нских нау́к СССР）是建立于1944年苏联最高医学机构，首任院长为尼古拉·布尔坚科。1992年改为俄罗斯医学科学院。